# جيسون أنتون
جيسون أنتون (بالإنجليزية: Jason Antoon)‏ مواليد 9 نوفمبر 1971 في سانتا مونيكا، الولايات المتحدة، هو ممثل أمريكي بدأ مسيرته الفنية سنة 1996.

## الأعمال

### أفلام
- إشعار لمدة أسبوعين (2002) (بدور: نورمان)
- موسيقى و كلمات (2007)

### مسلسلات
| السنة | العمل                                  | الدور      |
| ----- | -------------------------------------- | ---------- |
| 2001  | إد                                     |            |
| 2001  | الجنس والمدينة                         |            |
| 2004  | القانون والنظام: الوحدة الخاصة للضحايا |            |
| 2005  | القانون والنظام: النية الإجرامية       |            |
| 2006  | ذا لوست روم                            |            |
| 2009  | المناهل                                |            |
| 2009  | نمبرز                                  |            |
| 2010  | العائلة الحديثة                        |            |
| 2012  | الفتاة الجديدة                         |            |
| 2013  | غريز أناتومي                           |            |
| 2013  | كاسل                                   | ستيف وارنر |
| 2017  | مخالب                                  |            |

## روابط خارجية
- جيسون أنتون على موقع IMDb (الإنجليزية)
- جيسون أنتون على موقع ألو سيني (الفرنسية)
- جيسون أنتون على موقع أول موفي (الإنجليزية)
- جيسون أنتون على موقع قاعدة بيانات برودواي على الإنترنت (الإنجليزية)
- جيسون أنتون على موقع قاعدة بيانات الأفلام السويدية (السويدية)
- جيسون أنتون على موقع قاعدة بيانات الفيلم (الإنجليزية)
- جيسون أنتون على موقع كينوبويسك (الروسية)